# Wężykowo
Wężykowo (niem. Heinrichswalde) – osada w Polsce położona w województwie warmińsko-mazurskim, w powiecie bartoszyckim, w gminie Górowo Iławeckie, tuż przy granicy z Rosją. W latach 1975–1998 miejscowość należała administracyjnie do województwa olsztyńskiego.
W 1889 r. był to majątek ziemski o powierzchni 275 ha. W 1983 r. był tu PGR Wężykowo. Osada w tym czasie była administracyjnie częścią wsi Warszkajty.
Obecnie w miejscowości brak zabudowy.